# CSX Corporation
Die CSX Corporation ist ein US-amerikanisches Unternehmen mit Sitz in Jacksonville. Das Unternehmen ist im Aktienindex NASDAQ-100 gelistet.
Wichtigste Tochter ist die Eisenbahngesellschaft CSX Transportation. Zum Konzern gehören weitere Beteiligungen in der Speditionsbranche. Das Hotel The Greenbrier in White Sulphur Springs war bis 2009 Teil des Unternehmens.

## Geschichte
Die Gesellschaft entstand am 1. November 1980, als Seaboard Coast Line Industries Inc. (Mutter von Seaboard Coast Line Railroad) und Chessie System Inc. fusionierten. Der Name CSX bedeutet: „C“ = Chessie System, „S“ = Seaboard System, „X“ = Multiplikator (steht für die Fusion der beiden Systeme), wobei das „X“ nur als Interimslösung während der Fusion gewählt wurde und erst später die Bedeutung erhielt.
Mit dieser Fusion entstand ein großes Portfolio von nichteisenbahnrelevanten Unternehmen. Von Seaboard wurden „Cybernetics & Systems“, „Florida Publishing Company“, „Clay Video“ und „Area Communications“ sowie von Chessie System „Chessie Resources“, „The New River Company“, „The Greenbriar“ und „Beckett Aviation Corporation“ eingebracht.
In den folgenden Jahren begann man die verschiedenen Aktivitäten zu ordnen oder abzustoßen. Damit versuchte man das defizitäre Geschäft im Eisenbahnsektor durch Investition im Energiesektor auszugleichen. 1982 erfolgte der Verkauf von „Area Communications“ an Demtree und 1983 die Fusion mit der „Texas Gas Resources Corporation“ (TXG). Infolgedessen kam es dann auch zur Kontrolle über die Binnenschifffahrtsgesellschaft „American Commercial Lines“. Im gleichen Jahr wurden die Eisenbahnfähren auf dem Michigansee an die Michigan-Wisconsin Transportation verkauft.
1985 wurde die „Beckett Aviation Corporation“ verkauft. 1986 erfolgte der Kauf der Hotelgruppe „Rockresorts“ von Laurance S. Rockefeller sowie die Beteiligung an der Gaspipeline-Gesellschaft „Yukon Pacific Corporation“. Im gleichen Jahr wurden „CSX Minerals“ und die „New River Company“ an die „Quintana Minerals Corp“ verkauft.
Im Jahr 1987 kommt es zur Fusion mit der Sea-Land Corporation. In deren Folge wurde ein gemeinsames Unternehmen für den Containertransport zu Lande und zu Wasser CSX/Sea-Land Intermodal and Logistics gegründet. Die Gesellschaft konnte ab nun weltweit Containerdienstleistungen von und nach den USA aus einer Hand anbieten.
Die CSX Oil & Gas wurde 1988 an Total Minatome verkauft, und die Beteiligung an Yukon Pacific wird weiter aufgestockt. Im Rahmen der weiteren Unternehmensstrategie begann man sich in den Folgejahren wieder stärker auf das Transportgeschäft zu konzentrieren und begann mit dem Verkauf von „Rockresorts“ an „VMS Realty Partners“, „Texas Gas Transmission“ (TXG) an die Transco Energy Company und „CSX Energy“ an Enron.
Ab 1991 begann auch die Neuorientierung im Containerfrachtgeschäft. Ein erster Schritt war die Beteiligung von „Ready City Ltd“. an „Sea-Land Orient Terminals Ltd“, dem Containerterminal in Hongkong. 1992 wurde „CSX/Sea-Land Logistics“ zu „CSX Logistic“ umstrukturiert. Ein Jahr später wurde das Logistikunternehmen „Customized Transportation Inc.“ (CTI), später „CTI Logistx“, übernommen.
1998 wurde „CSX Integrated Services“ zu „BridgePoint“. 1999 wurde die Sea-Land-Überseeflotte für 800 Millionen Dollar an A. P. Møller-Mærsk verkauft.
Die verbliebene Binnenflotte wurde zu „CSX Lines“ und die Containerhäfen zu „CSX World Terminals“ umfirmiert.
2000 wurde „CTI Logistx“ an TNT N.V. verkauft. 2003 wurde der Aufsichtsratsvorsitzende und CEO John W. Snow Finanzminister unter George W. Bush.
2003 wurde der Unternehmenssitz von Richmond (Virginia) nach Jacksonville verlegt. Im selben Jahr gründeten CSX und The Carlyle Group eine neue Gesellschaft „Horizon Lines“, in die die „CSX Lines“ aufgingen. 2004 wurde diese Beteiligung veräußert. Im Jahr 2005 wurde schließlich die Hafensparte „CSX World Terminals“ für 1,142 Milliarden Dollar an Dubai Ports verkauft.
Nachdem das Hotel Greenbrier fortlaufend Verluste macht, wurde es 2009 in die Insolvenz geführt und an den Unternehmer Jim Justice verkauft.

## Unternehmensleitung

### Präsident and Chief Executive Officer
- 1. November 1980–1982: Prime F. Osborn III (Präsident und Co-CEO), vorher Seaboard Coast Line
- 1. November 1980–1989: Hays T. Watkins, Jr.: (Co-CEO, ab 1982 alleiniger CEO), vorher Chessie System
- 1988-Januar 2003: John W. Snow (1989-Jan 2003: CEO;1988-10. Juli 2002: Präsident)
- 10. Juli 2002–6. März 2017: Michael J. Ward (Januar 2003- 6. März 2017: CEO, 10. Juli 2002 – 11. Februar 2015: Präsident)
- 11. Februar 2015-September 2015: Óscar Muñoz (Präsident)
- September 2015–14. Februar 2017: Clarence W. Gooden (Präsident)
- 15. Februar 2017 – 19. April 2017: Fredrik Eliasson (Präsident)
- 6. März 2017 – 14. Dezember 2017: E. Hunter Harrison (ab 19. April 2017 Präsident)
- 14. Dezember 2017 – 26. September 2022: James M. Foote (14.–22. Dezember 2017 kommissarisch)
- ab 26. September 2022: Joseph R. Hinrichs

### Chairman of the board
- 1. November 1980–30. April 1982: Prime F. Osborn III
- 1. Mai 1982–1991: Hays T. Watkins, Jr.
- 1991-Januar 2003: John W. Snow
- Januar 2003-6. März 2017: Michael J. Ward
- 6. März 2017-Januar 2019: Edward J. Kelly III
- ab Januar 2019: John Zillmer

## Wichtigste Tochterunternehmen
CSX Transportation
Eisenbahnunternehmen, wichtigstes Tochterunternehmen und Kerngeschäft
CSX Intermodal
Logistik- und Transportunternehmen für Containerfrachten (2004: über 2,3 Millionen Container transportiert)
CSX Technology
Unternehmen für Informationssoftware und -technologien
CSX Real Property
Immobiliensparte
TRANSFLO
Dienstleister für Schüttgüter
Total Distribution Services Inc.
Dienstleister für die Automobilindustrie (Lagerung und Verkauf)
CSX de Mexico
Dienstleister für den Transport nach Mexiko
Zum 1. Juli 2017 fusionierte die CSX Transportation mit der CSX Real Property.